# John Taylor (mormon)
John Taylor (ur. 1 listopada 1808 w Milnthorpe, Anglia, zm. 25 lipca 1887 w Kaysville, Utah) – jeden z pionierów Kościoła Jezusa Chrystusa Świętych w Dniach Ostatnich (mormonów), od 1877 trzeci prezydent (prorok) tego Kościoła.
Urodził się w Anglii i wychowywał w wierze anglikańskiej. Jako 16-latek przeszedł do metodystów. W 1832 emigrował do Kanady. Po przyjęciu chrztu mormońskiego w 1836, zajmował się działalnością duszpasterską w Kanadzie, 19 grudnia 1838 otrzymał święcenia apostoła. Prowadził działalność misyjną w Irlandii i na Wyspie Man, następnie przyjechał do USA i blisko współpracował z Josephem Smithem. Przebywał w więzieniu razem ze Smithem i jego starszym bratem Hyrumem w chwili śmierci Smithów w 1844; został wówczas ciężko ranny.
W latach 1846–1847 przebywał w Anglii, gdzie ponownie prowadził pracę misjonarza. W 1847 osiadł w Ohio, pełnił szereg funkcji publicznych i kościelnych. Kierował m.in. lokalnym parlamentem przez pięć kadencji. Był członkiem Kworum Dwunastu Apostołów, a po śmierci Brighama Younga (1877) został w 1880 trzecim prorokiem Kościoła Jezusa Chrystusa Świętych w Dniach Ostatnich.